# Clematis robertsiana
Clematis robertsiana là một loài thực vật có hoa trong họ Mao lương. Loài này được Aitch. & Hemsl. mô tả khoa học đầu tiên năm 1880.